# Мамай-батыр
Мамай батыр Жумагулулы (каз. Мамай Жұмағұлұлы; 1702 — 1799) — батыр, национальный герой, участник борьбы с джунгарами, один из главных батыров-поединщиков в войске хана Абылая.

## Биография
Родился в 1702 году в юрте Жумагула из Аргынского рода Тобыкты Среднего жуза. В переводе с древнетюркского имя Мамай означает «Волк».
В 1725 году во время неожиданного набега волжских калмыков (торгоутов) Мамай попадает к ним в плен. Казахские воины, которые объединили силы во главе с Богенбай-батыром, освободили Мамая.
В конце 20-х и начале 30-х годов XVIII века Мамай-батыр проявил героизм и отвагу при возвращении захваченных казахских земель. Вместе с ханом Абулхаиром он освобождал территорию вдоль рек Орь, Уил, Иргиз и Илек. За мужество, проявленное в ожесточенной битве на берегу реки Яик (Урал), Мамай-батыр был удостоен звания «мынбасы» (тысячника).
В 1780 году Мамай-батыр привёл род Тобыкты обратно на освобождённые от джунгар родные земли (Абайский район). Семерых сыновей (Жиеншора, Байшора, Сарыбас, Карабас, Еламан, Жоламан и Жолбарыс) ему родила жена по имени Кызжан. Сама она была из рода тама Младшего жуза.
По многочисленным легендам о батыре Мамае известно, что он за свою жизнь принял участие в 102 сражениях.
Он умер в возрасте 97 лет в 1799 году. Перед смертью Мамай-батыр завещал похоронить его сердце на своей родине. Тело батыра было похоронено в городе Туркестан.

## Память
- Одной из улиц города Семей присвоено имя Мамай-батыра Жумагулулы.
- Писатель А. Алимжанов написал книгу о Мамай батыре.
- А. Мамбетов снял о нём фильм «Жаушы».
- Посвящены поэмы поэта-импровизатора Мусайын Сегизсериулы «Ер Мамай» и К. Алтынбаева «Мамай батыр».
- В 2009 году в Алматы состоялась презентация книги Кайрата Бегалина «Мамлюки», приуроченная к 300-летию Мамай-батыра.[3]